# Taphrolesbia griseiventris
Taphrolesbia griseiventris е вид птица от семейство Колиброви (Trochilidae), единствен представител на род Taphrolesbia. Видът е застрашен от изчезване.

## Разпространение
Видът е разпространен в Перу.